# Pourouma bicolor
Pourouma bicolor är en nässelväxtart. Pourouma bicolor ingår i släktet Pourouma och familjen nässelväxter.

## Underarter
Arten delas in i följande underarter:
- P. b. bicolor
- P. b. chocoana
- P. b. digitata
- P. b. scobina
- P. b. tessmannii